# Мухаммед-Алі Форугі
Мухаммед-Алі Фарукі (перс. محمدعلی فروغی ذكاءالملک‎; 1877—1942 також відомий як Зока-оль-Мольк (перс. ذُکاءالمُلک)) — іранський науковець, державний та політичний діяч, тричі обіймав посаду прем'єр-міністра країни.

## Життєпис
Народився в Тегерані в родині купця з Ісфагана. Його батько був шахським перекладачем з арабської та французької. Освіту Фарукі здобував у Дар ул-Фунуні.
1907 року Фарукі став деканом Коледжу політехнічних наук. 1909 розпочав свою політичну діяльність, ставши депутатом меджлісу від Тегерана. Згодом він став спікером палати, а потім міністром у кількох кабінетах. 1912 року отримав пост голови Верховного Суду. Окрім того він тричі очолював уряд.
На посту прем'єр-міністра сприяв проголошенню Мохаммеда Рези Пахлаві шахиншахом після того, як його батько, Реза Шах, 16 вересня 1941 року був змушений зректись престолу та був висланий з країни союзними військами Великої Британії та Радянського Союзу під час Другої світової війни. Після виходу у відставку з посту глави уряду в березні 1942 року отримав посаду міністра Двору, а потім — посла Ірану у США, але помер, не встигнувши вступити на посаду.
Є автором кількох книжок з історії Ірану та історії європейської філософії.